# The Addams Family/Episodenliste
Diese Episodenliste enthält alle Episoden der US-amerikanischen Fernsehserie The Addams Family, sortiert nach der US-amerikanischen Erstausstrahlung. Zwischen 1964 und 1966 wurden insgesamt 64 Episoden in zwei Staffeln produziert.

## Übersicht
| Staffel | Episodenanzahl | Erstausstrahlung USA | Erstausstrahlung USA | Deutschsprachige Erstausstrahlung | Deutschsprachige Erstausstrahlung |
| Staffel | Episodenanzahl | Staffelpremiere      | Staffelfinale        | Staffelpremiere                   | Staffelfinale                     |
| ------- | -------------- | -------------------- | -------------------- | --------------------------------- | --------------------------------- |
| 1       | 34             | 18. September 1964   | 21. Mai 1965         |                                   |                                   |
| 2       | 30             | 17. September 1965   | 8. April 1966        |                                   |                                   |

## Staffel 1
| Nr. (ges.) | Nr. (St.) | Deutscher Titel                                      | Originaltitel                            | Erstausstrahlung USA | Regie           | Drehbuch                                   |
| ---------- | --------- | ---------------------------------------------------- | ---------------------------------------- | -------------------- | --------------- | ------------------------------------------ |
| 1          | 1         | Die blutrünstigen Gebrüder Grimm                     | The Addams Family Goes to School         | 18. Sep. 1964        | Arthur Hiller   | Seaman Jacobs, Ed James                    |
| 2          | 2         | Pugsley braucht einen Psychiater                     | Morticia And The Psychiatrist            | 25. Sep. 1964        | Jean Yarbrough  | Hannibal Coons, Harry Winkler              |
| 3          | 3         | Onkel Fester auf Brautschau                          | Fester’s Punctured Romance               | 2. Okt. 1964         | Sidney Lanfield | Jameson Brewer                             |
| 4          | 4         | Die Addams im Wahlkampffieber                        | Gomez The Politician                     | 9. Okt. 1964         | Jerry Hopper    | Hannibal Coons, Harry Winkler              |
| 5          | 5         | Was du ererbst von deinen Ahnen                      | The Addams Family Tree                   | 16. Okt. 1964        | Jerry Hopper    | Hannibal Coons, Harry Winkler, Lou Houston |
| 6          | 6         | Gorilla Gorgo, die perfekte Hausfrau                 | Morticia Joins The Ladies League         | 23. Okt. 1964        | Jean Yarbrough  | Phil Leslie, Keith Fowler                  |
| 7          | 7         | Gangster im Hause der Addams                         | Halloween With The Addams Family         | 30. Okt. 1964        | Sidney Lanfield | Keith Fowler, Phil Leslie                  |
| 8          | 8         | Eifersuchtsdrama im Hause der Addams                 | Green Eyed Gomez                         | 6. Nov. 1964         | Jerry Hopper    | Keith Fowler, Phil Leslie                  |
| 9          | 9         | Gespenster                                           | The New Neighbors Meet The Addams Family | 13. Nov. 1964        | Jean Yarbrough  | Hannibal Coons, Harry Winkler              |
| 10         | 10        | Ausreißerin Wednesday                                | Wednesday Leaves Home                    | 20. Nov. 1964        | Sidney Lanfield | Hannibal Coons, Harry Winkler              |
| 11         | 11        | Hilfe, die Russen kommen                             | Addams Family Meets The Vip’s            | 27. Nov. 1964        | Sidney Lanfield | Keith Fowler, Phil Leslie                  |
| 12         | 12        | Morticia, die Kupplerin                              | Morticia, The Matchmaker                 | 4. Dez. 1964         | Jerry Hopper    | Maury Geraghty                             |
| 13         | 13        | Lurch, der Tango-Tänzer                              | Lurch Learns To Dance                    | 11. Dez. 1964        | Sidney Lanfield | Jay Dratler, Jerry Seelen, Charles Marion  |
| 14         | 14        | Maler Picasso und die Addams Family                  | Art And The Addams Family                | 18. Dez. 1964        | Sidney Lanfield | Hannibal Coons, Harry Winkler              |
| 15         | 15        | Rocky, ein unfreiwilliger Gast                       | Addams Family Meets A Beatnik            | 1. Jan. 1965         | Sidney Lanfield | Henry Sharp, Sloan Nibley, Jack Raymond    |
| 16         | 16        | Der Geheimagent im Hause Addams                      | Addams Family Meets Undercover Man       | 8. Jan. 1965         | Arthur Lubin    | Harry Winkler, Hannibal Coons              |
| 17         | 17        | Butler Gomez und Kammerkätzchen Morticia             | Mother Lurch Visits Addams Family        | 15. Jan. 1965        | Sidney Lanfield | Jameson Brewer                             |
| 18         | 18        | Ist Onkel Fester noch zu retten?                     | Uncle Fester’s Illness                   | 22. Jan. 1965        | Sidney Lanfield | Bill Lutz                                  |
| 19         | 19        | Pferdewetten bringen das große Geld                  | The Addams Family Splurges               | 29. Jan. 1965        | Sidney Lanfield | George Haight, Lou Huston                  |
| 20         | 20        | Eine Bestie kommt selten allein                      | Cousin Itt Visits The Addams Family      | 5. Feb. 1965         | Sidney Lanfield | Tony Wilson, Henry Sharp                   |
| 21         | 21        | Wahrsagerin Granny vor Gericht                       | Addams Family In Court                   | 12. Feb. 1965        | Nat Perrin      | Harry Winkler, Hannibal Coons              |
| 22         | 22        | Gomez verliert sein Gedächtnis                       | Amnesia In The Addams Family             | 19. Feb. 1965        | Sidney Lanfield | Phil Leslie, Keith Fowler                  |
| 23         | 23        | Die Entführung des eiskalten Händchens               | Thing Is Missing                         | 5. März 1965         | Sidney Lanfield | Bill Lutz, Lorraine Edwards                |
| 24         | 24        | Onkel Fester, das Versicherungsgenie                 | Crisis In The Addams Family              | 12. März 1965        | Sidney Lanfield | Sloan Nibley, Preston Wood                 |
| 25         | 25        | Eine heikle Entscheidung: Lurch oder das Cembalo     | Lurch And His Harpsichord                | 19. März 1965        | Sidney Lanfield | Harry Winkler, Hannibal Coons              |
| 26         | 26        | Gomez’ Traum vom großen Geld                         | Morticia, The Breadwinner                | 26. März 1965        | Sidney Lanfield | Phil Leslie                                |
| 27         | 27        | Außerirdische bei den Addams                         | Addams Family And The Spaceman           | 2. Apr. 1965         | Sidney Lanfield | Harry Winkler, Hannibal Coons              |
| 28         | 28        | Onkel Festers Zauberformel: Pugsley ist verschwunden | My Son, The Chimp                        | 9. Apr. 1965         | Sidney Lanfield | Henry Sharp, Don Quinn                     |
| 29         | 29        | Versteigerung der Tigerkopfuhr                       | Morticia’s Favorite Charity              | 16. Apr. 1965        | Sidney Lanfield | Elroy Schwartz, Jameson Brewer             |
| 30         | 30        | Zwangsräumung im Hause der Addams                    | Progress In The Addams Family            | 23. Apr. 1965        | Sidney Lanfield | Bill Freedman, Ben Gershman                |
| 31         | 31        | Onkel Fester und das andere Geschlecht               | Uncle Fester’s Toupee                    | 30. Apr. 1965        | Sidney Lanfield | Harry Winkler, Hannibal Coons              |
| 32         | 32        | Cousin Itt, das Genie                                | Cousin Itt And The Vocational Counselor  | 7. Mai 1965          | Sidney Lanfield | Harry Winkler, Hannibal Coons              |
| 33         | 33        | Lurch, das Pop-Idol                                  | Lurch, The Teenage Idol                  | 14. Mai 1965         | Sidney Lanfield | Phil Leslie                                |
| 34         | 34        | Ein viel zu charmanter Franzose                      | The Winning Of Morticia Addams           | 21. Mai 1965         | Sidney Lanfield | Jameson Brewer, Charles Marion             |

## Staffel 2
| Nr. (ges.) | Nr. (St.) | Deutscher Titel                                      | Originaltitel                          | Erstausstrahlung USA | Regie             | Drehbuch                                              |
| ---------- | --------- | ---------------------------------------------------- | -------------------------------------- | -------------------- | ----------------- | ----------------------------------------------------- |
| 35         | 1         | Vetter Itt wird Hollywoodstar                        | My Fair Cousin Itt                     | 17. Sep. 1965        | Sidney Lanfield   | Phil Leslie                                           |
| 36         | 2         | Morticias liebestolle Schwester                      | Morticia’s Romance – Part 1            | 24. Sep. 1965        | Sidney Lanfield   | Hannibal Coons, Harry Winkler                         |
| 37         | 3         | Eine Braut zuviel                                    | Morticia’s Romance – Part 2            | 1. Okt. 1965         | Sidney Lanfield   | Hannibal Coons, Harry Winkler                         |
| 38         | 4         | Eiskaltes Händchen liebt Lady Fingers                | Morticia Meets Royalty                 | 8. Okt. 1965         | Sidney Lanfield   | Leo Rifkin                                            |
| 39         | 5         | Auch Tote haben Wählerstimmen                        | Gomez, The People’s Choice             | 15. Okt. 1965        | Sidney Lanfield   | Henry Sharp, Joseph Vogel, Marvin Kaplan              |
| 40         | 6         | Onkel Fester auf Freiersfüßen                        | Cousin Itt’s Problem                   | 22. Okt. 1965        | Sidney Lanfield   | Carol Henning, Ed Ring, Mitch Persons                 |
| 41         | 7         | Die Nacht der Hexen                                  | Halloween Addams Style                 | 29. Okt. 1965        | Sidney Lanfield   | Hannibal Coons, Harry Winkler                         |
| 42         | 8         | Morticia, der neue Stern am Literaturhimmel          | Morticia, The Writer                   | 5. Nov. 1965         | Sidney Lanfield   | Hannibal Coons, Harry Winkler                         |
| 43         | 9         | Morticias künstlerische Ergüsse                      | Morticia The Sculptress                | 12. Nov. 1965        | Sidney Lanfield   | Hannibal Coons, Harry Winkler                         |
| 44         | 10        | Gomez, der Ehebrecher wider Willen                   | Gomez, The Reluctant Lover             | 19. Nov. 1965        | Sidney Lanfield   | Charles Marion, Leo Rifkin                            |
| 45         | 11        | Wednesdays erste Liebe                               | Feud In The Addams Family              | 26. Nov. 1965        | Sidney Lanfield   | Rick Richards, Jerry Gottler                          |
| 46         | 12        | Gomez, Einbrecher wider Willen?                      | Gomez, The Cat Burglar                 | 3. Dez. 1965         | Sidney Lanfield   | Phil Leslie                                           |
| 47         | 13        | Gomez, der Mann des Jahres                           | Portrait Of Gomez                      | 10. Dez. 1965        | Sidney Salkow     | Leo Salkin, Bill Lutz, Henry Sharp                    |
| 48         | 14        | Gomez, der Bigamist                                  | Morticia’s Dilemma                     | 17. Dez. 1965        | Sidney Miller     | Jerry Gottler, John Bradford                          |
| 49         | 15        | Gibt es wirklich einen Weihnachtsmann?               | Christmas With The Addams Family       | 24. Dez. 1965        | Sidney Lanfield   | Hannibal Coons, Harry Winkler                         |
| 50         | 16        | Festers Traumfrau mit dem blonden Bart               | Uncle Fester, Tycoon                   | 31. Dez. 1965        | Sidney Salkow     | Sloan Nibley, Preston Wood                            |
| 51         | 17        | Hurrikan Zsa Zsa gegen Schönwetterfront              | Morticia And Gomez Vs. Fester And Mama | 7. Jan. 1966         | Sidney Salkow     | Sloan Nibley, Preston Wood, Lila Garrett, Bernie Kahn |
| 52         | 18        | Onkel Festers Raumfahrtprogramm                      | Fester Goes On A Diet                  | 14. Jan. 1966        | Sidney Lanfield   | Hannibal Coons, Harry Winkler                         |
| 53         | 19        | Auf großer Schatzsuche                               | The Great Treasure Hunt                | 21. Jan. 1966        | Sidney Lanfield   | Hannibal Coons, Harry Winkler                         |
| 54         | 20        | Ophelias Liebestraum                                 | Ophelia Finds Romance                  | 28. Jan. 1966        | Sidney Lanfield   | Hannibal Coons, Harry Winkler                         |
| 55         | 21        | Wednesday und Pugsley suchen einen Job               | Pugsley’s Allowance                    | 4. Feb. 1966         | Sidney Lanfield   | Hannibal Coons, Harry Winkler                         |
| 56         | 22        | Eine Verwechslung? Irrenhaus oder Schönheitsfarm     | Happy Birthday Grandma Frump           | 11. Feb. 1966        | Sidney Lanfield   | Elroy Schwartz                                        |
| 57         | 23        | Versicherungssumme: 1 Million Dollar                 | Morticia, The Decorateur               | 18. Feb. 1966        | Sidney Salkow     | Gene Thompson                                         |
| 58         | 24        | Wie kommt Ophelia zu einem Mann?                     | Ophelia Visits Morticia                | 25. Feb. 1966        | Sidney Lanfield   | Art Weingarten                                        |
| 59         | 25        | Gomez wird Schuldirektor                             | Addams Cum Laude                       | 4. März 1966         | Sidney Lanfield   | Sloan Nibley, Bill Lutz                               |
| 60         | 26        | Hilfe, Löwe Kitty Cat ist los                        | Cat Addams                             | 11. März 1966        | Stanley Z. Cherry | Paul Tuckahoe                                         |
| 61         | 27        | Ein Butler für Butler Lurch                          | Lurch’s Little Helper                  | 18. März 1966        | Sidney Lanfield   | Phil Leslie                                           |
| 62         | 28        | Der entflammte Eisbär                                | The Addams Policy                      | 25. März 1966        | Sidney Lanfield   | Hannibal Coons, Harry Winkler                         |
| 63         | 29        | Die Liebestropfen der Miss Trivia                    | Lurch’s Grand Romance                  | 1. Apr. 1966         | Sidney Lanfield   | Hannibal Coons, Harry Winkler                         |
| 64         | 30        | Komponistin Morticia und Ophelia, der neue Opernstar | Ophelia’s Career                       | 8. Apr. 1966         | Sidney Lanfield   | Hannibal Coons, Harry Winkler                         |